# 코만도 전략
코만도 전략(The Devil's Brigade)은 미국에서 제작된 앤드루 V. 매클래글렌 감독의 1968년 전쟁, 드라마 영화이다. 윌리엄 홀든 등이 주연으로 출연하였고 데이비드 L. 울퍼 등이 제작에 참여하였다.

## 출연

### 주연
- 윌리엄 홀든
- 클리프 로버트슨
- 빈스 에드워즈

### 조연
- 앤드루 프라인
- 제레미 슬레이트
- 클로드 아킨즈
- 잭 왓슨
- 리차드 재켈
- 빌 플레처
- 데이나 앤드루스

## 제작진
- 원작자: 로버트 H. 아들먼
- 원작자: 조지 월튼
- 미술: 알프레드 스위니